# アクエリアス高原
アクエリアス高原（Aquarius Plateau）は、アメリカのユタ州南部、ガーフィールド郡とウェイン郡にまたがる高原である。コロラド高原の隆起で形成され、北アメリカでは標高が最も高い高原である。
高原内はほとんどが樹木に覆われ、面積は約2330 km²（900平方マイル）で、広大な面積をもつディクシー国有林（en:Dixie National Forest）の一部分となっている。高原内の最高峰はブルーベル・クノール山で、11328フィート（3453m）である。